# 옌안 대학
옌안 대학(延安大學)은 중화인민공화국 산시 성 옌안의 공립 대학교이다.
원래 이 학교는 국민정부 시대 중화민국 말기였던 1941년 7월 20일을 기하여 첫 개교되어 1949년 10월 1일을 기하여 중공 인민 정부 체제가 수립된 이후로도 건재하여 현재에까지 이르고 있다.